# 漂流木
漂流木指的是受水流與風的力量而移動，最後堆積在河道、湖泊或海洋濱岸的樹木枝幹；其主要來源為河川上游的森林，其他來源則可能有船隻殘骸、落海貨物、海嘯或洪水遺物等。若是樹皮與枝葉保留完整，且根部斷面整齊，年輪清晰可見，則很可能是被合法或非法砍伐的樹木。
漂流木很可能會造成水道阻塞、船隻受損、漁業損失及海洋生物的困擾等，也可能會成為蚊蟲與蛇類等生物的生長及躲藏處。

## 漂流木在臺灣

### 可能成因
因地震或開墾行為等使山區土層鬆動，加上其土壤受豪雨侵蝕而大量流失，部分樹木根部裸露，並在土石流或洪水發生時，因根部無法固著而傾倒，被順著地勢沖刷前往下游地區。

### 政府處理
先將漂流木集中於岸邊，再開始為珍貴或大型木材做標記；這些被標記的木材被稱作「有價木」（若拾獲須主動通報林務局或地方政府主管單位）。接著，利用怪手等大型機具，將有價木集中，以進行樹種判定與材積測量。在木材運送前，必須由官方單位進行詳細記錄、造冊，並在名冊上蓋查驗章；運送者若缺少相關文件，則可能會被以非法運送國有財產罪名移送法辦。

### 撿拾規範
依據〈森林法〉第15條規定，只要地方政府超過一個月未清理註記完畢，即可逕行撿拾；但為防止有人藉此蒐集貴重而稀有的木材，有〈處理天然災害漂流木應注意事項〉作進一步規範。

## 外部鏈結

### 延伸閱讀
- 漂流木能不能撿？ 林務局：未註記者才可撿| 台灣環境資訊協會 （页面存档备份，存于）